# Walter Martínez
Walter Nelson Martínez (Montevideo, 6 de abril de 1941) es un periodista y corresponsal de guerra uruguayo, naturalizado venezolano y residente en Caracas desde 1969. Fue presentador del programa de análisis Dossier tanto de televisión como de radio y prensa escrita. También fue corresponsal de prensa en la ONU con 25 años de trayectoria.

## Biografía
Debe su segundo nombre (Nelson) al almirante inglés Horatio Nelson (1758-1805), perecido en Trafalgar y héroe de las Guerras Napoleónicas. «Nací en Montevideo, muy cerca del mar. En esa época la influencia británica era notable».
En una entrevista afirmó que cuando era muy pequeño, su pasión por la radio lo convirtió en un noctámbulo seguidor de las transmisiones de la BBC en onda corta, tendría por lo menos tres años de edad. Por lo tanto habría nacido en 1936 o 1937.
Viajó hasta el balneario de Punta del Este, a principios de agosto de 1961, con el objetivo de apoyar al Che Guevara en la Conferencia del Consejo Interamericano Económico Social.
Estudió en la Academia de Aviación Militar en Uruguay, de la cual pidió la baja honorífica.
En diciembre de 1969 visitó Venezuela en una visita de cortesía y se quedó a vivir.

## Trayectoria
Fue corresponsal de guerra en Irak, Irán, El Salvador, Líbano (donde fue el primer periodista latinoamericano en ese frente de guerra), Nicaragua, la invasión estadounidense a Panamá, en los golpes de Estado en Bolivia, en maniobras de la OTAN durante la Guerra Fría y maniobras en portaaviones nucleares.
Entrevistó a la Madre Teresa en Calcuta (India), Abu Nidal en Bagdad (Irak), Muamar Gadafi en Libia, el dictador nicaragüense Anastasio Somoza Debayle (quien quería ser entrevistado en inglés, pero el periodista lo contrarió y lo hizo en español).
Es analista internacional, docente en el área militar.
Ha ganado 9 premios nacionales de periodismo (6 individuales y 3 en equipo).
La UPeC (Unión de Periodistas de Cuba) le otorgó la distinción Félix Elmuza ―establecida por el Consejo de Estado de la República de Cuba en honor a Félix Elmuza (periodista cubano integrante del Granma asesinado por la dictadura batistiana)―.
Es fundador del Colegio Nacional de Periodismo (en Caracas) y del canal de televisión CMT.
Acuñó frases como «nuestra querida, contaminada y única nave espacial» en referencia al planeta Tierra y «acontecimientos en pleno desarrollo» para mostrar en videos los hechos a los cuales se va a referir en sus comentarios y análisis. Al finalizar el programa y como despedida se dirige al director del programa con la frase: «Disponga usted de las cámaras, señor director».
Es reconocido por sus méritos de amplia experiencia como analista internacional y corresponsal de guerra, así como en el formato particular del programa y en sus opiniones sobre el acontecer diario. Es el único corresponsal de guerra enviado por Venezuela a cubrir los últimos tramos de la Guerra Fría, la Guerra del Golfo y otros conflictos minoritarios.
Su programa, Dossier, fue transmitido primero como el segmento «Dossier en La Noticia» en Venezolana de Televisión. Más tarde, decidió realizar su programa independiente de noticiero alguno en el canal Televen desde 1990 hasta 1993; para regresar a Venezolana de Televisión en 1994.
En 2001 pasó a realizar su programa en el canal 51 CMT, de donde fue despedido en 2004 debido a su tendencia política a favor del Gobierno. Entonces regresó a Venezolana de Televisión.

### Suspensión del programa en VTV (Venezolana de Televisión)
El 21 de septiembre de 2005, Walter Martínez hizo duras críticas contra personajes del gobierno del presidente Hugo Chávez, y aseguró que existía corrupción así como también de la directiva del propio canal. En su programa del VTV (canal del Estado) dijo:

Estoy harto de quienes se ponen una boina roja para robar, de quienes juegan al chavismo sin Chávez, [...] yo soy demócrata-cristiano y me moriré demócrata cristiano, pero un discurso como este vale la vida [refiriéndose al discurso de Chávez ante la ONU].
Walter Martínez

De inmediato, se le pidieron pruebas de sus dichos y se suspendió el programa hasta aclarar la situación. El viceministro de Gestión Comunicacional, William Castillo, por medio de la prensa declaró que Walter Martínez no fue censurado, «sólo se le pidió que rectificara su conducta».
Al día siguiente, frente al canal de televisión donde se agrupaban algunos seguidores, Martínez declaró que él no se retractaba de la denuncia que había establecido: «¡No voy a rectificar mis palabras!».
Dirigió este programa, en el canal VTV, retransmitido por la cadena de noticias sudamericana Telesur. El 27 de mayo de 2020 Dossier salió del aire en VTV bajo el pretexto de la cuarentena por la pandemia del  Covid 19. Martínez reveló a través de su cuenta en Twitter, que su programa dejó de emitirse en esa planta televisiva porque al parecer, el personal sería muy escaso durante la cuarentena decretada por el Ejecutivo. Otra versión, sostiene que Martínez fue silenciado por tener posiciones contrarias a la dirección de Telesur.

## Vida privada
Está casado con Alida Sanoja. Utiliza un parche negro de cuero sobre su ojo derecho. Según el libro Entrevistas malandras, del periodista Nelson Hippolyte, la causa fue un accidente en alta mar, con un removedor de barniz marino. Martínez tuvo que tardar el triple de tiempo en llegar al sitio de auxilio para no perjudicar a la dama con la que se encontraba, miembro del cuerpo diplomático. Si la dejaba ayudarle, ella podría perder su matrimonio y su posición social. Martínez no mencionó el nombre de la dama para resguardar su identidad.
Sin embargo, según la revista Ensartaos, a finales de 1979, Martínez tuvo un accidente casero con ácido mientras destapaba una tubería en su casa. Se quemó el ojo derecho y desde entonces cubre la cicatriz con un parche.